# Hřib žlutonachový
Hřib žlutonachový (Imperator rhodopurpureus f. xanthopurpureus (Smotl.) Mikšík 2015) je velmi vzácná jedovatá  houba z čeledi hřibovitých. Tento barevný hřib, dříve řazený do sekce Luridi, se vyznačuje žlutým zbarvením a velmi intenzivním modráním poraněných míst. Je xantoidní formou hřibu rudonachového.

## Synonyma
- Boletus rhodopurpureus f. xanthopurpureus Smotl. 1952[2][3]
- Boletus xanthopurpureus (Smotl.) Hlaváček 1986
- hřib rudonachový žlutonachový[3]
- hřib žlutonachový

## Taxonomie
Pojetí hřibu žlutonachového se mezi různými autory mírně liší. Smotlacha jej v roce 1952 popsal jako formu hřibu rudonachového, Hlaváček jej roku 1986 posunul na úroveň druhu. Aktuální mykologická literatura jej opět uvádí jako formu.
Smotlacha na základě návštěvy u Kallenbacha v roce 1929 předpokládal, že Kallenbachův Boletus pseudosulphureus (xanthoidní varieta hřibu kováře) je houba totožná s jeho hřibem žlutonachovým - přesto spatřoval určitou nesrovnalost mezi proporcemi plodnic obou hub.

## Vzhled
Tvar i mikroznaky jsou totožné s hřibem rudonachovým, liší se zabarvení. Plodnice jsou převážně žluté, především póry postrádají červené barvivo a jsou žluté nebo lehce naoranžovělé. Povrch plodnice může nést drobné červené nebo červenohnědé skvrny.

## Výskyt
Hřib žlutonachový se vyskytuje vzácně na stanovištích hřibu rudonachového, tedy pod duby, převážně v dubových a dubohabrových lesích, v České republice také na zalesněných okrajích a hrázích rybníků. Mykolog Františed Smotlacha se domníval, že žluté zbarvení této formy souvisí s vývojem plodnic na stanovištích s nedostatkem světla (silný stín v podrostu, růst v půdě).